# Oak Grove, Minnesota
Oak Grove là một thành phố thuộc quận Anoka, tiểu bang Minnesota, Hoa Kỳ. Năm 2010, dân số của thành phố này là 8031 người.

## Dân số
- Dân số năm 2000: 6903 người.
- Dân số năm 2010: 8031 người.